# Landy
Landy – brydżowa konwencja licytacyjna, jedna z wielu form obrony po otwarciu przeciwnika 1BA, opracowana przez Alvina Landy.  Według tej konwencji, wejście 2♣ pokazuje oba kolory starsze.
Odpowiadający licytuje następująco:
- pas jest słaby z treflami,
- 2♦ jest słabe z karami,
- 2♥/♠ są do gry,
- 2BA jest naturalna i zachęcające, ale nie jest forsujące,
- 3♣ jest sztucznym relayem pytającym o układ ręki partnera,
- 3♦ jest naturalne i inwitujące,
- 3♥/♠ są inwitujące z fitem.